# Passage de la Teignouse
Le passage de la Teignouse est le détroit qui sépare l'île de Houat et la presqu'île de Quiberon, il est signalé aux marins par le phare de la Teignouse. Bordé par les chaussées rocheuses de la Teignouse, au nord, et du Béniguet, au sud-est, il est franchissable en suivant trois chenaux successifs. En venant du large ou de Belle-île, le passage permet l'accès à la baie de Quiberon, partie occidentale de Mor braz, puis, en se dirigeant vers Port-Navalo, au golfe du Morbihan.

## Faits historiques liés

### Le naufrage du cuirassé France
Le cuirassé de la classe Courbet France, y a coulé le 26 août 1922 à 3 h 15, éventré par une roche non hydrographiée. Les restes de l'épave, qui a été dérasée, partiellement en 1938 et totalement entre 1952 et 1958, se trouvent à 0,5 mille dans le sud-est du phare de la Teignouse (47° 28′ 05″ N, 3° 02′ 12″ O).